# AFC Euro Kickers
AFC Euro Kickers (conocida como Los Vikingos) fue un club panameño de fútbol, fundado en 1984, en la Ciudad de Panamá, Panamá. El equipo fue uno de los seis equipos que fundaron Anaprof y su fundador fue el holandés Jan Bernard Domburg.
Los Vikingos sólo obtuvo un título en la temporada de 1993 y subcampeón de dos temporadas, 1991 y la temporada de 1996-97, y una participación en la Copa de Campeones de la Concacaf 1992. Sin embargo, quedaron relegados en la Primera A, en la temporada de 2000-01, antes de que dejaran de existir.

## Historia
Fundado en 1984 por idea del holandés residente y empresario, Jan Domburg, inició como equipo en la recreativa liga de la Asociación Deportiva de Colonias de Panamá (ADECOPA), y cuatro años más tarde fue uno de los equipos fundadores de la Asociación Nacional Pro Fútbol (ANAPROF).
Su primera aproximación a un campeonato de Anaprof fue en la temporada de 1991, donde terminó segundo a Tauro FC, alcanzó un campeonato nacional, en 1993, goleando por 4-0 al Projusa de Veraguas, en Santiago. Después comenzó a tener una caída en su nivel y pronto quedaron relegados en la temporada 2000-01. La falta de patrocinadores que lo obligaron a que sus jugadores principales tuvieran que emigrar a otros equipos, extranjeros de escasa calidad futbolística y hasta un cambio de sede, del corregimiento capitalino de Betania a otro, lo llevaría finalmente con resultados catastróficos a la Segunda División, jugaron una temporada en la Primera A, donde fueron relegados a la Copa Rommel Fernández y dejaron de existir en el 2002. 
Entre los jugadores más notables de la historia del Euro Kickers, esta José Ardines, que anotó más de 120 goles y ganó de campeón goleador de las temporadas por seis veces consecutivas desde 1990 a 1996. José Ardines anotó más de 200 goles en su carrera profesional.

## Palmarés
- ANAPROF (1): 1993.
- Subcampeón de la ANAPROF (2): 1991, 1996-97.

## Jugadores notables
- Felipe Baloy
- Ricardo Phillips
- José Ardines
- Orlando Muñoz
- Neftalí Díaz
- Gustavo Arobba
- Andrés Felipe García